# Хайтянь-центр
Хайтянь-центр (Haitian Center) — многофункциональный комплекс из трёх небоскрёбов, расположенный в деловом центре китайского города Циндао, на побережье залива Фушань, рядом с Музыкальным сквером (Qingdao Music Square). Построен в 2020 году в стиле модернизма, по состоянию на 2020 год башня № 2 являлась самым высоким зданием города. Комплекс насчитывает 734 гостиничных номера, 219 апартаментов и свыше 6,3 тыс. парковочных мест.
Архитекторами комплекса выступили фирмы Archilier Architecture и CCDI Group (Шанхай), застройщиком — компания China Construction Eighth Engineering, владельцем является оператор недвижимости Conson Development Group (Циндао).
- Башня № 2 (369 м) имеет 74 наземных и 5 подземных этажей. Здесь расположены 233 гостиничных номера, офисы, конференц-залы, бизнес-клуб, магазины и парковочные места. В небоскрёбе имеется 31 лифт; на высоте 333 м расположена смотровая площадка; общая площадь здания — 111,400 м²[4][5][6].
- Башня № 3 (245 м) имеет 55 наземных и 5 подземных этажей, занятых 219 апартаментами и парковочными местами[7][8].
- Башня № 1 (210 м) имеет 40 наземных и 5 подземных этажей, занятых 501 гостиничным номером и парковочными местами[9].

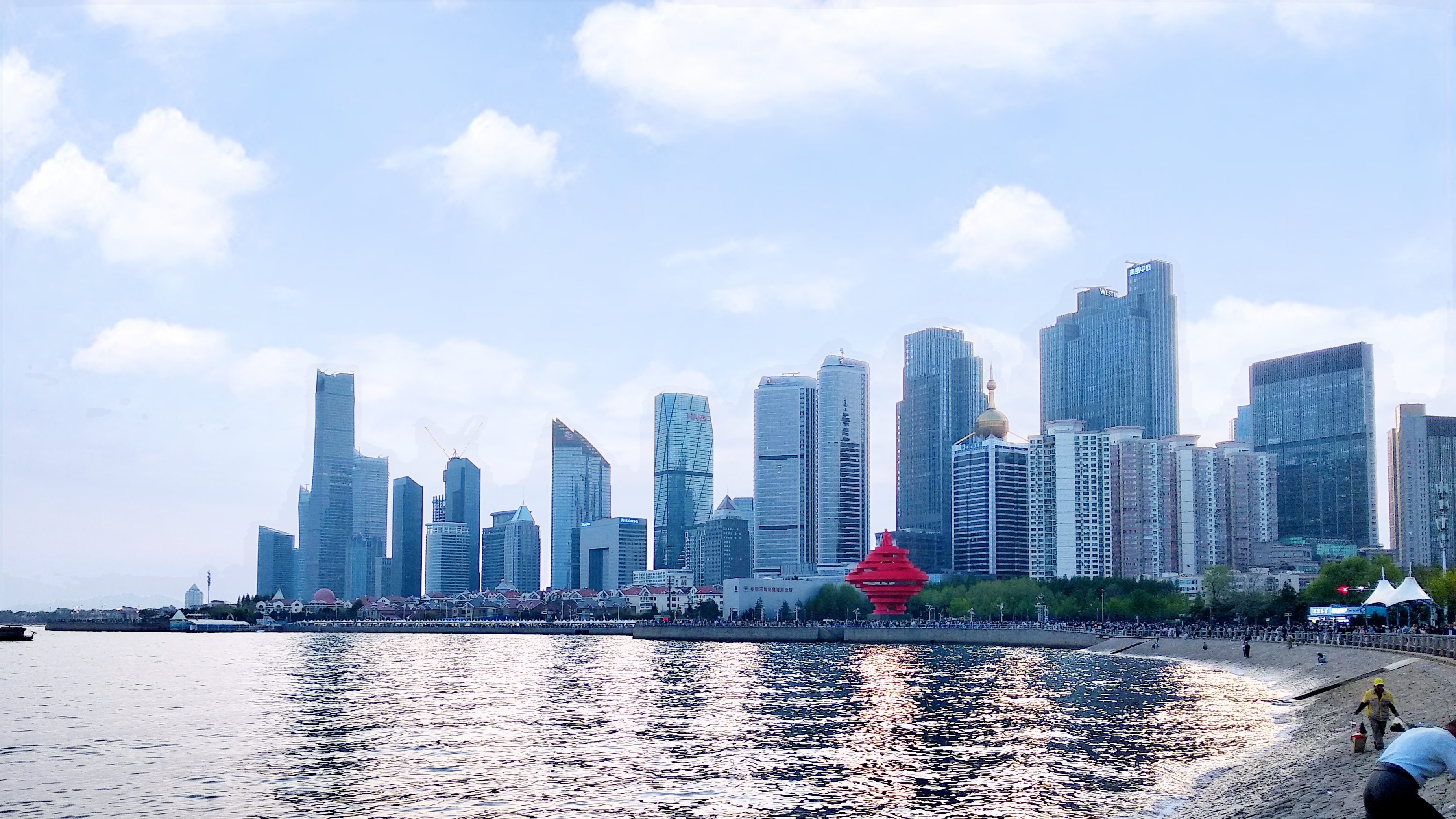
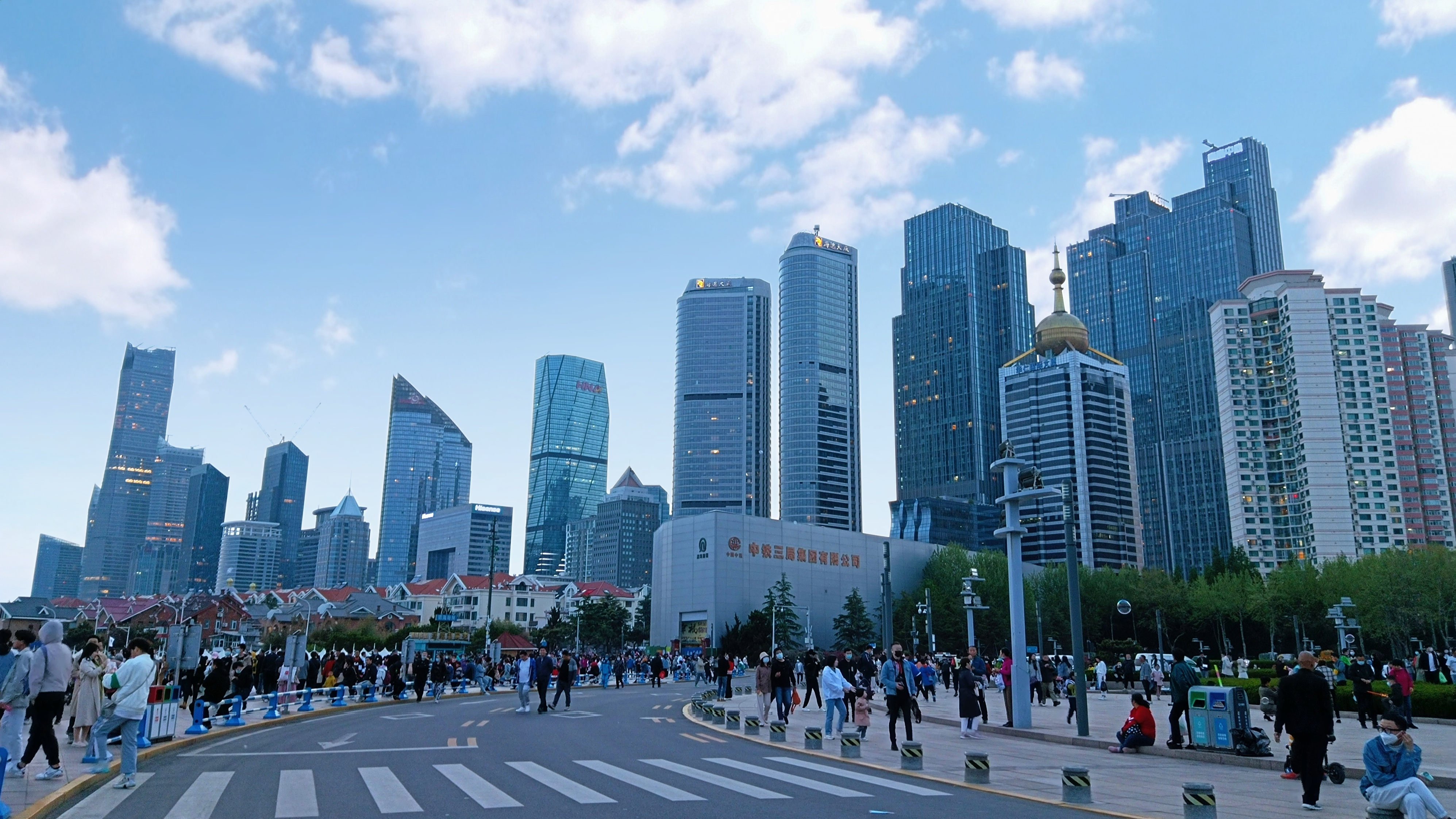
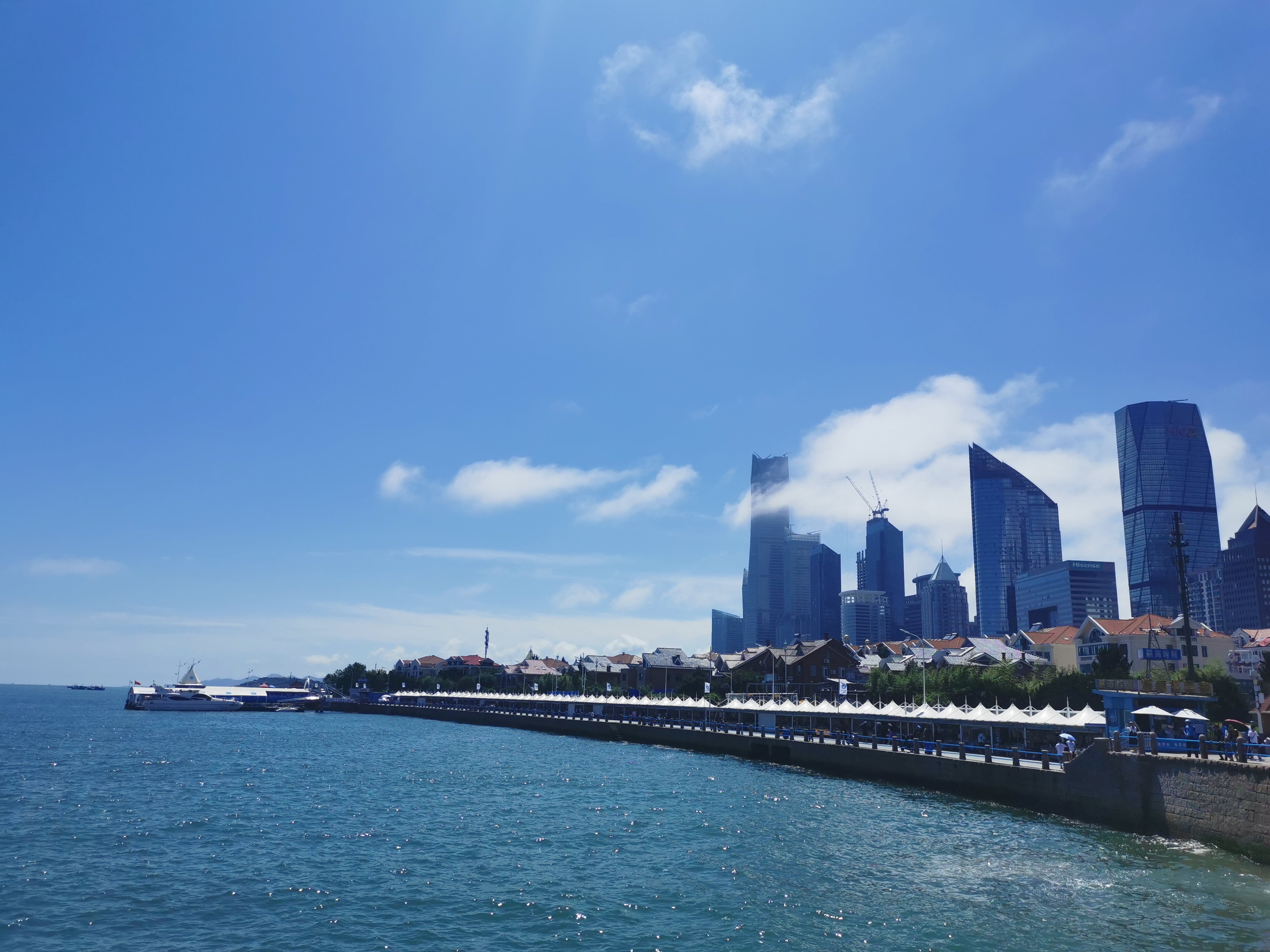